# Sommerfeld-Theorie der Metalle
Als Sommerfeld-Theorie (nach Arnold Sommerfeld) bezeichnet man in der Festkörperphysik diejenige Theorie, welche die Leitungselektronen in einem Metall als Fermi-Gas beschreibt. Sommerfeld arbeitete sie 1933 aus und verbesserte damit die Drude-Theorie, die die Leitungselektronen als klassisches ideales Gas betrachtet hatte.
In einen quantenmechanischen Fermi-Gas werden zum einen die Teilchen durch Materiewellen in Form von ebenen Wellen beschrieben, welche den Impuls bzw. die Geschwindigkeit mit der Wellenlänge bzw. dem Wellenvektor linear über die Planck-Konstante verknüpft. Zum anderen können wegen des Pauli-Prinzips die einzelnen Teilchen nicht denselben Impuls annehmen. Das bedeutet, dass in einem Fermi-Gas alle Elektronen unterschiedliche Geschwindigkeiten in Abhängigkeit der Temperatur besitzen müssen. Die Elektronen gehorchen auch nicht mehr der klassischen Boltzmann-Verteilung, sondern der quantenmechanischen Fermi-Verteilung. Die Fermi-Verteilung geht aber beim absoluten Nullpunkt in eine Stufenfunktion über, welche unabhängig von der Temperatur alle Geschwindigkeiten kontinuierlich, aber gleichmäßig verteilt. Jedes Teilchen besitzt aber in der Sommerfeld-Theorie weiterhin die klassische rein quadratische Abhängigkeit der kinetischen Energie von der Geschwindigkeit, eben die klassische Dispersionsrelation freier Elektronen. Bei Temperaturen sehr nahe an Null Kelvin füllen die Elektronen daher im Impulsraum eine Kugel (Fermi-Kugel) in erster Näherung aus. Der Radius dieser Kugel ist der zur Fermi-Energie zugehörige Impuls. Die Zustandsdichte an der Fermi-Energie wird mit {\displaystyle D(E_{F})} bezeichnet. 
Die Sommerfeld-Theorie erklärt insbesondere, dass der Beitrag der Elektronen zur spezifischen Wärme eines Metalls gegenüber dem Beitrag der Atomrümpfe (außer in der Nähe des absoluten Temperaturnullpunkts) vernachlässigt werden kann, so dass das experimentell gefundene Dulong-Petit-Gesetz über die spezifische Wärme monoatomarer Festkörper gilt. Dagegen ist die Drude-Theorie mit diesem Gesetz nicht vereinbar.
Die Sommerfeld-Theorie erklärt auch, dass der Anteil der Elektronen an der spezifischen Wärme proportional zur Temperatur steigt:  
{\displaystyle c_{v}=\gamma \ T}
mit dem sogenannten Sommerfeld-Koeffizienten {\displaystyle \gamma ={\frac {\pi ^{2}}{3}}D(E_{F})\ k_{B}^{2}}.  
Außerdem ergibt sie den korrekten Wert der Proportionalitätskonstante im Wiedemann-Franz-Gesetz und die Größenordnung der Thermokraft beim Seebeck-Effekt.
Das ursprüngliche Sommerfeld-Modell konnte mit Hilfe der Überlegungen der Fermi-Flüssigkeits-Theorie relativ einfach, aber signifikant verbessert werden. Der Einfluss des Gitters der Atomrümpfe wird dann dadurch berücksichtigt, dass man anstelle der freien Elektronenmasse eine effektiven Masse verwendet. Eine Erklärung für das Auftreten der effektiven Masse konnte es aber nicht liefern, da hierzu die Entwicklung des Bloch’sche Bändermodell notwendig wurde.